# Хорхе Вільяфанья
Хорхе Вільяфанья (англ. Jorge Villafaña, нар. 16 вересня 1989, Анагайм) — американський футболіст мексиканського походження, нападник клубу «Сантос Лагуна» та національної збірної США.

## Клубна кар'єра
Народився 16 вересня 1989 року в місті Анагайм, штат Каліфорнія, в родині мексиканських батьків. Коли Хорхе було 5 років, його батьки розлучилися, і мати вирішила з сином повернутися в Мексику, в місто Пенхамо, штат Гуанахуато. Коли хлопцю виповнилось 7 років, його мати повернулася до Каліфорнії, щоб працювати і відправляти гроші своїй родині, але через проблеми міграції Хорхе залишився у Мексиці під опікою своїх бабусь і дідусів. У 15 років Хорхе вирішив повернутися в Сполучені Штати, щоб приєднатися до своєї матері і почав навчання в середній школі Анагайму. У той же час він грав за аматорську футбольну команду «Санта-Ана ДСП Ювентус», що виступала у Coast Soccer League, з якою 2006 року виграв турніри Harvest Cup i California Cup.

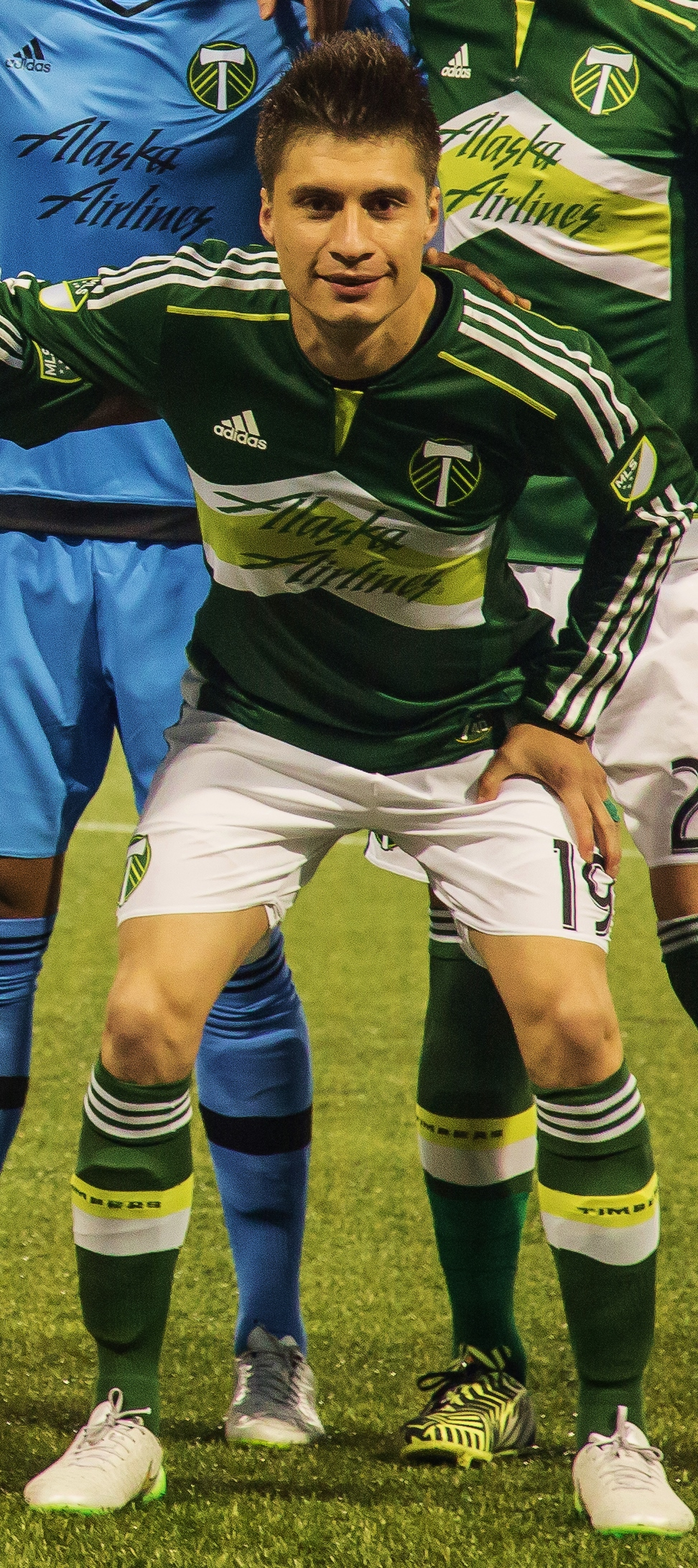
Вільяфанья в складі «Портленд Тімберс». 2015 рік.

У 2007 році Хорхе переміг у першому сезоні реаліті-шоу Sueño MLS, проведеного MLS з метою виявлення кращих серед невідкритих юних талантів для подальшого їх навчання в академіях клубів ліги, що передбачає для них в перспективі можливість стати професійними гравцями, за що і отримав прізвисько Sueño (ісп. мрія), і приєднався до академії «Чівас США».
У липні 2007 року «Чівас США» підписали з Хорхе професійний контракт. У матчі проти «Нью-Йорк Ред Буллз» він дебютував в MLS. 15 травня 2008 року в поєдинку проти «Ді Сі Юнайтед» Хорхе забив свій перший гол за «Чівас». Всього за 7 років зіграв за «Чівас» у 88 іграх чемпіонату і забив 7 голів, проте основним гравцем не став.
У 2014 році Вільяфанья був обміняний в «Портленд Тімберс». 18 травня в матчі проти «Коламбус Крю» він дебютував за нову команду, замінивши у другому таймі Максімільяно Урруті. 5 липня в поєдинку проти «Лос-Анджелес Гелаксі» Хорхе забив свій перший гол за «Тімберс». У 2015 році Вільяфанья допоміг команді вперше в історії виграти кубок MLS. Всього відіграв за команду з Портланда три сезони своєї ігрової кар'єри, зігравши в 58 матчах і забивши 2 голи.
Після перемоги в кубку MLS Вільяфанья був проданий в мексиканський клуб «Сантос Лагуна», сума угоди за даними журналістів склала трохи більше $1 млн. 10 січня в матчі проти «Леона» він дебютував у мексиканській Прімері. Відтоді встиг відіграти за команду з Торреона 32 матчі в національному чемпіонаті.

## Виступи за збірні
Протягом 2007—2014 років залучався до складу молодіжної збірної США. У 2007 році в її складі взяв участь у молодіжному чемпіонаті світу у Єгипті. На турнірі він зіграв у матчах проти збірних Німеччини, Камеруну та Південної Кореї. Загалом на молодіжному рівні зіграв у 17 офіційних матчах, забив 1 гол.
25 січня 2017 року тренер збірної США Брюс Арена викликав Вільяфанью в тренувальний табір команди напередодні товариських матчів зі збірними Сербії 29 січня і Ямайки 3 лютого. У матчі з Сербією, вийшовши на заміну на 69-й хвилині замість Грега Гарси, Хорхе дебютував за першу національну збірну. У матчі з Ямайкою він вперше вийшов у стартовому складі американців.
У складі збірної був учасником розіграшу Золотого кубка КОНКАКАФ 2017 року у США.
2017 року дебютував в офіційних матчах у складі національної збірної США. Наразі провів у формі головної команди країни 8 матчів.

## Досягнення
- Володар Золотого кубка КОНКАКАФ (1):

2017
- Володар Кубка MLS: 2015

## Особисте життя
У листопаді 2011 року Хорхе змінив прізвище, почавши використовувати замість батьківського прізвища Флорес прізвище матері — Вільяфанья.